# Cytheropteron arcticum
Cytheropteron arcticum är en kräftdjursart som beskrevs av John W. Neale och Howe 1973. Cytheropteron arcticum ingår i släktet Cytheropteron och familjen Cytheruridae. Inga underarter finns listade i Catalogue of Life.